# سيمون مايال
الفريق سير سيمون فنسنت مايال (بالإنجليزية: Simon Vincent Mayall)‏ (ولد في 7 مارس 1956) ضابط متقاعد من الجيش البريطاني ومستشار في الشرق الأوسط في وزارة الدفاع.

## النشأة
درس مايال في كلية سانت جورج في ويبريدج وكلية باليول في أكسفورد وكلية كينجز لندن.

## المسيرة العسكرية
عين مايال في حرس الملك الملكي الخامس عشر/التاسع عشر في عام 1979. في الفترة من 1985 إلى 1988 أعير إلى القوات البرية لسلطنة عمان. كان ضابط العمليات في الفرقة الأولى المدرعة في حرب الخليج الثانية. بعد ذلك أكمل زمالة الدفاع في كلية سانت أنتوني في أكسفورد حيث درس السياسة الأمنية التركية. ثم أصبح قائدا للقائد الأول لحرس الملكة دراغون في عام 1997 حيث تم نشره في وحدة تدريب الجيش البريطاني سوفيلد وأيرلندا الشمالية.
في عام 2001 أصبح مايال قائد اللواء الميكانيكي الأول الذي تم نشره لاحقا في كوسوفو. كان نائب القائد العام للقوات المتعددة الجنسيات - العراق في أواخر عام 2006 وأوائل عام 2007. عين مساعد رئيس الأركان العامة في يناير 2007 وفي عام 2009 أصبح نائب رئيس هيئة الأركان (العمليات). تم تعيينه مستشارا أوليا للدفاع في الشرق الأوسط في وزارة الدفاع في مايو 2011. حل محله في ذلك الدور الفريق توم بيكيت في أواخر عام 2014.

## بعد التقاعد
في عام 2015 تقاعد مايال من الخدمة العسكرية وانضم إلى غرينهيل وشركاه وهو بنك استثماري كمستشار أول.

## التكريمات
تم تعيين مايال رفيق آمر الطريق مع مرتبة الشرف في عام 2010 ضمن تكريمات السنة الجديدة وقائد فارس من آمر الإمبراطورية البريطانية في عام 2014 ضمن تكريمات عيد الميلاد.